# Franciszek Ksawery Zachariasiewicz

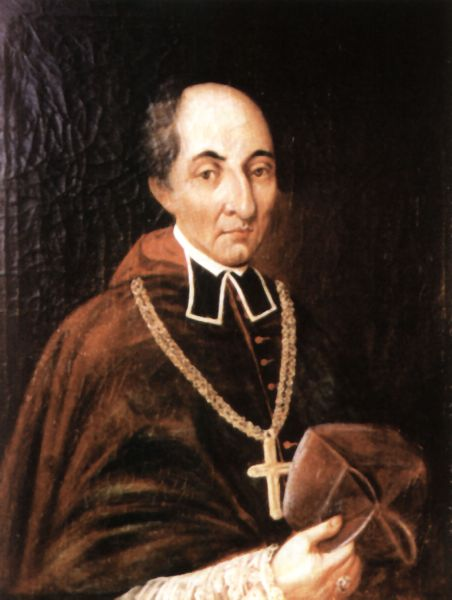
Franciszek Ksawery Zachariasiewicz (1770–1845) Bischof von Tarnów von 1835 bis 1840

Franciszek Ksawery Zachariasiewicz (* 1. Dezember 1770 in Stanisławów in Polen-Litauen; † 12. Juni 1845 in Przemyśl) war Bischof von Tarnów und Bischof von Przemyśl.

## Leben
Er stammte aus einer armenischen Familie, besuchte die Schulen seiner Heimatstadt, studierte Theologie und Philosophie und wurde am 8. August 1795 in Lemberg von Erzbischof Jakub Walerian Tumanowicz der armenischen Erzeparchie von Lemberg zum Priester geweiht. Er promovierte 1787 zum Doktor der Theologie und wurde 1800 außerordentlicher Professor an der Jagiellonen-Universität, als ordentlicher Professor wurde er 1805 nicht akzeptiert, sodass er von 1806 bis 1827 Rechtswissenschaften lehren musste. Am 15. November 1812 wurde er mit Zustimmung des armenischen Erzbischofs Jan Jakub Szymonowicz als Priester im Erzbistum Lemberg im lateinischen Ritus inkardiniert; 1826 Rektor der Universität Lemberg, Mitglied des Domkapitels und 1835 Kurator dieses Gremiums.
Kaiser Ferdinand I. von Österreich ernannte ihn am 2. September 1835 zum Bischof von Tarnów. Die Bestätigung durch Papst Gregor XVI. erfolgte am 1. Februar 1836. Konsekriert wurde er am 12. Mai 1836 durch den Erzbischof von Lemberg Franz de Paula Pistek. Im Bistum von Tarnów, in der Kathedrale, wurde er am 12. Mai 1836 installiert. Er führte die Aktivitäten seines Vorgängers Bischof Pisztek fort. Bereits am 16. März 1840 wurde er vom Kaiser zum Bischof von Przemyśl ernannt und am 13. Juli 1840 vom Papst bestätigt. 
Sein Epitaph in der Kathedrale von Przemyśl wurde vernichtet.